# Przewlekłe serce płucne
Przewlekłe serce płucne (przewlekły zespół płucno-sercowy, łac. cor pulmonale chronicum, ang. chronic pulmonary heart disease) – choroba polegająca na przewlekłym wzroście ciśnienia krwi w krążeniu płucnym wskutek chorób układu oddechowego, co doprowadza do przerostu prawej komory serca i rozwoju niewydolności krążenia.

## Etiologia
Czynnikiem etiologicznym może być każda przewlekła choroba płuc. Najczęściej jest nią rozedma, która jest powikłaniem długotrwałych chorób oskrzeli (astma oskrzelowa, przewlekłe zapalenie oskrzeli). Inne przyczyny obejmują:
- zwłóknienie płuc jako powikłanie:
  - gruźlicy
  - rozstrzenia oskrzeli
  - napromieniowania klatki piersiowej
- zmiany w obrębie klatki piersiowej:
  - kifoskolioza
  - zesztywniające zapalenie stawów kręgosłupa
  - wrodzone zniekształcenia klatki piersiowej
  - zwłóknienie opłucnej
  - otyłość z hipowentylacją pęcherzykową
  - jatrogenne (powikłanie po torakotomii)
- nowotwory
- mukowiscydozę
- sarkoidozę
- wrodzoną torbielowatość płuc
- układowe choroby tkanki łącznej[1]

## Patogeneza
Przewlekłe zmniejszenie powierzchni oddechowej płuc doprowadza do hipoksji, która powoduje skurcz tętniczek w krążeniu małym (objawia się sinicą). Jednocześnie dochodzi do hiperkapnii, u chorych z ekstremalnym sercem płucnym na jej skutek może dojść do uszkodzenia mózgu i śpiączki. Mechanizmem kompensującym jest w tym przypadku hiperwentylacja. Innym stanem spotykanym w przewlekłym sercu płucnym jest policytemia z hiperwolemią, która wywołuje nadciśnienie płucne, które z kolei doprowadza do przerostu prawej komory serca i niewydolności prawokomorowej.

## Objawy i przebieg
Objawy zgłaszane przez chorego to głównie duszność i kaszel z odpluwaniem krwisto-śluzowej plwociny.

### Objawy przedmiotowe
- sinica (początkowo obwodowych części ciała, w zaawansowanych przypadkach uogólniona)
- tachypnoë i tachykardia
- niska ruchomość klatki piersiowej i płuc
- poszerzenie żył szyjnych
- brak powiększenia sylwetki serca
- nadmiernie jawny odgłos opukowy nad płucami
- wzmożona akcentacja II tonu nad tętnicą płucną
- hepatomegalia
- obrzęki
- rzadko wodobrzusze
- szmer skurczowy i rytm cwałowy nad dolną krawędzią mostka

### Obraz radiologiczny

P pulmonale

- objawy choroby podstawowej
- cechy przerostu prawej komory
- poszerzenie cienia wnęk

### EKG
- szpiczasty załamek P w odprowadzeniach II i III (P pulmonale)
- głęboki i szeroki załamek S w odprowadzeniu I
- wysoki załamek R w odprowadzeniu V1
- wysoki załamek S w odprowadzeniach V1  – V6

### Badania dodatkowe
- liczba czerwonych krwinek powyżej 5,500,000/mm3
- podwyższony poziom hemoglobiny
- niski OB
- duża lepkość krwi
- hiperkapnia i hipoksja
- wysokie ciśnienie żylne
- niska pojemność życiowa płuc[1].

## Leczenie
Leczenie polega na podawaniu:
- wziewnych środków bronchodylatacyjnych (adrenalina, izoproterenol)
- leków wykrztuśnych
- tlenu (tlenoterapia)
- w przypadku niewydolności krążenia diuretyków i leków nasercowych
- przy hiperkapnii korzystne jest stosowanie acetazolamidu.

Chory musi unikać narażenia na czynniki drażniące płuca, dym tytoniowy (obowiązuje bezwzględny zakaz palenia) i infekcje układu oddechowego.

## Rokowanie
Rokowanie jest niepomyślne. Objawy niewydolności oddechowej lub serca i ostre infekcje układu oddechowego pogarszają rokowanie.

## Klasyfikacja ICD10
| kod ICD10     | nazwa choroby                          |
| ------------- | -------------------------------------- |
| ICD-10: I27.1 | Choroba serca w przebiegu kifoskoliozy |
| ICD-10: I27.9 | Zespół sercowo-płucny, nieokreślony    |